# 埃卡永
埃卡永（法語：Écaillon，法語發音：[ekajɔ̃]）是法国上法兰西大区北部省的一个市镇，位于该省中部，属于杜埃区。

## 地理
埃卡永（50°21'2"N, 3°12'58"E）面积4 平方千米，位于法国上法蘭西大區北部省，该省份为法国最北部的省份及最长的省份，西北濒北海，西接加来海峡省，南至埃纳省和索姆省，东与比利时接壤。
与埃卡永接壤的市镇（或旧市镇、城区）包括：佩康库尔、欧贝尔希库尔、布吕耶莱马尔谢讷、马尼。

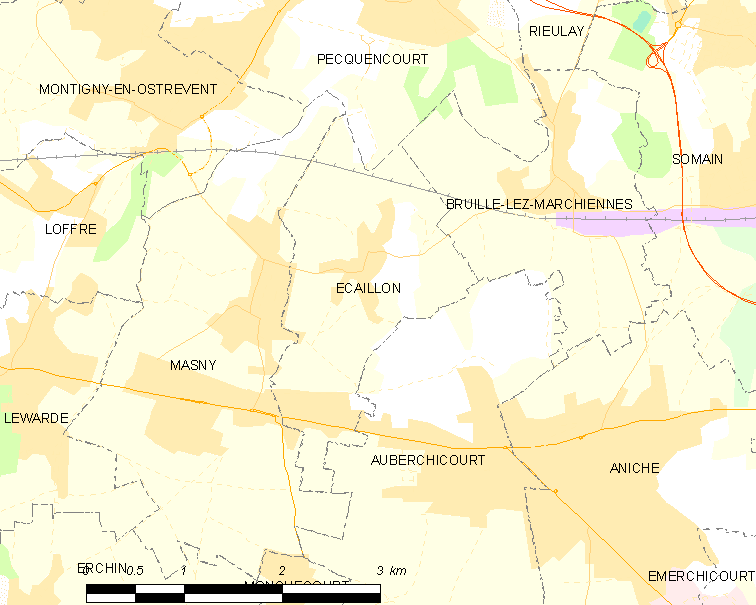
埃卡永的OSM定位图

埃卡永的时区为UTC+01:00、UTC+02:00（夏令时）。

## 行政
埃卡永的邮政编码为59176，INSEE市镇编码为59185。

## 政治
埃卡永所属的省级选区为阿尼什县。

## 人口

1962-2008年间埃卡永人口变化图示

埃卡永于2022年1月1日时的人口数量为1883人。